# Jabbo Smith
Cladys "Jabbo" Smith (Pembroke, 24 december 1908 – New York, 16 januari 1991) was een Amerikaanse trompettist, kornettist en zanger die hotjazz speelde. Rond 1928 was hij een van de top-trompettisten in New York en Chicago. In de jaren dertig ontspoorde zijn veelbelovende loopbaan, mede door een drankprobleem.

## Levensloop
Jabbo Smith werd geboren in Pembroke op kerstavond in 1908, als zoon van een kapper en kerkorganist. Jabbo was nog maar vier jaar toen zijn vader stierf, en hij met zijn moeder verhuisde naar Savannah. Zijn moeder vond het steeds moeilijker om voor hem te zorgen en plaatste hem op zesjarige leeftijd in het weeshuis ("Jenkins Orphanage)" in Charleston, waar ze zelf een baan vond zodat ze dicht bij hem kon blijven. Dit weeshuis van Jenkins legde veel nadruk op muziekonderwijs en het was daar dat de jonge Jabbo vanaf zijn achtste jaar trompet en trombone leerde spelen. Toen hij tien jaar oud was, toerde hij al door het land met een studentenorkest van het weeshuis. Na enkele vergeefse pogingen om uit het weeshuis weg te geraken, verliet Jabbo uiteindelijk de instelling op 16-jarige leeftijd, en trok naar het noorden om daar zijn geluk als muzikant te beproeven. Aan zijn moeder maakte hij de belofte om nooit meer te werken voor minder dan honderd dollar per week, wat in die dagen als een goed loon werd beschouwd.
Nadat hij het weeshuis verlaten had werd hij een professioneel muzikant en speelde hij met groepen in Philadelphia en Atlantic City. In 1925 vestigde hij zich in Manhattan, waar zijn tot 1928 lid was van Charlie Johnsons Paradise Ten. In 1927 speelde hij mee met opnames van het orkest van Duke Ellington. Een aanbod van Ellington om lid van het orkest te worden sloeg Smith af, omdat hij niet tevreden was met het aangeboden salaris. Hij werkte met James P. Johnson en Fats Waller in de show "Keep Shufflin'". Hierna formeerde Smith in Chicago een eigen band, Jabbo Smith's Rhythm Aces. Met de groep nam hij voor platenlabel Brunswick een twintigtal nummers op, die hoog geprezen werden, maar niet zo goed verkochten. Smith werd in die tijd aangekondigd als een rivaal voor trompettist Louis Armstrong. In de jaren dertig vestigde hij zich in Milwaukee, waar hij samenwerkte met saxofonist Bill Johnson en Claude Hopkins (1936-1938). Zijn voornaamste bron van inkomsten kwamen hier uit een baantje bij een autoverhuurbedrijf.
Eind jaren zestig maakte Smith een comeback en speelde hij in bands en shows in Amerika, maar ook Londen en Parijs. Met de Hot Antic Jazz Band heeft hij ook in Nederland opgetreden. In de tweede helft van zijn muzikale loopbaan was hij volgens critici als Scott Yanow nog geen schaduw van de virtuoze trompettist die hij in de jaren twintig was.

## Discografie (selectie)
- The Complete Hidden Treasure Sessions, vol. 1 & 2 (opnames 1961), Jazz Art, 1983
- Jabbo!, Memories, 1978
- Sweet 'n Lowdown, Affinity, 1978
- Complete 1929-1938 Sessions, EPM, 1996
- Ace of Rhythm, Pearl Records, 1998
- Hot Jazz in the Twenties vol. 1 & 2, Biograph Records, 1999
- 1929: The Complete Set, Classics (platenlabel), 2006 ('albumpick' Allmusic.com)
- Hidden Treasure, GHB Records, 2011